# Передай патроны
«Передай патроны» (англ. Pass The Ammo) — кинофильм производства США, был снят в 1987 году, его премьера состоялась в марте 1988 года. Название фильма образовано от слов одной песенки «Передай патроны…».

## Сюжет
Рэй Портер — проповедник, который выступает со своими проповедями на телевидении. Он умеет устроить шоу — там и танцы, и песни, и даже почти стриптиз. Благодаря доверчивости граждан к его выступлениям, к преподобному и его компании текут деньги, и Рэй становится миллионером.
Но некоторые обманутые граждане не отчаиваются. Парочка любовников — Клэр и её спутник Джесс решают вернуть свои потерянные деньги и отомстить священнику-мошеннику. Им также помогают два кузена Джесса.

## В ролях
- Тим Кэрри — преподобный Рэй Портер
- Билл Пэкстон — Джесс Уилкес
- Линда Козловски — Клэр
- Энни Поттс — Дарла
- Гленн Уизроу
- Дэннис Беркли
- Брайан Томпсон
- Логан Рэмси
- Лилэнд Крук
- Энтони Гири
- Джим Холмс
- Ричард Пол
- Дэниэл Херш
- Пол Бен-Виктор
- Джон Коди
- Пол Коди
- Дебра Суе Маффетт

## Технические данные
- Звук: Ultra Stereo 4.0
- Рейтинг MPAA: R

## Другие названия
- Pass The Ammo
- Передай патроны
- Assalto al network
- Faule Tricks und fromme Sprüche
- Frälsning i direktsändning